# Tu'i Tonga

Tu'i Tonga (jefe de Tonga o señor de Tonga en tongano) es la denominación que tuvieron los reyes tonganos, cuyos orígenes se remontan al siglo X. Esta dinastía real se apartó del poder político en el siglo XV al ceder ante los Tu'i Ha'a Takalaua . El título desapareció con la muerte del último Tu'i Tonga Sanualio Fatafehi Laufilitonga en 1865, quien legó el título (a pesar de que se había abolido) y su mana a su sobrino, Fatafehi Tu'i Pelehake, quien era el Tu'i Faleua ("Señor de la secunda Casa"), cargo que tradicionalmente sirvió como línea sucesoria secundaria bajo el cargo de Tu'i Tonga en caso de que la línea original de reyes quedara sin un sucesor natural. Tu'i Pelehake entregó el título y sus privilegios a su suegro, el rey Jorge Tupou I, quien unió su poder y prestigio acumulando los títulos de Tu'i Kanokupolu, Tu'i Vava'u y Tu'i Ha'apai . De esta manera estableceía la institución moderna de la Corona de Tonga.
Los Tu'i Tonga fueron considerados seres casi divinos durante las primeras dinastías y eran identificados con el semidios 'Aho'eitu.
Aunque el título ya no se confiere, la antigua línea permanece intacta y está representada por el título noble de Kalaniuvalu conferido por el rey Jorge Tupou Ia su sobrino, el príncipe Fatafehi Kalaniuvalu, el único hijo nacido del último Tu'i Tonga, Laufilitonga, por medio de la hermana del rey, la princesa Luciana Halaevalu Moheofo, que fue la principal esposa y consorte de Laufilitonga.
En ocasiones, este título se ha traducido como Emperador, al tratarse ese período histórico como «Imperio de Tonga».

## Tu'i Tongasde Tonga
La tradición nombra a 39 titulares a lo largo de la historia, pero existe una lista alternativa con 48 nombres.
- 'Aho'eitu, I  Tu'i Tonga: se trata del padre divino, creador y primer portador del título c. 900 d.C. Residió primero en Popua y luego en otros lugares del distrito de Hahake, como Toloa cerca de Fua'amotu.
- Lolofakangalo, II Tu'i Tonga.
- Fanga'uno'uno, III Tu'i Tonga.
- lihau, IV Tu'i Tonga.
- Kofutu, V Tu'i Tonga.
- Kaloa, VI Tu'i Tonga.
- Ma'uhau, VII Tu'i Tonga: vivió en Lavengatonga.
- 'Apuanea, VIII Tu'i Tonga.
- 'Afulunga, IX Tu'i Tonga.
- Momo, X Tu'i Tonga: Es conocido por ser el primer monarca en proclamar el Imperio de Tonga y establecer la corte en Heketā. Contrajo matrimonio con Nua, hija de Lo'au, la Tu'i Ha'amea.
- Tā Tui, XI Tu'i Tonga: (c.1100 d.C.) amplió la corte real, construyó el Ha'amonga Maui, restableció los Fale Fā (casa de los cuatro integrada por consejeros y guardianes reales). Su hermanastro Fasi'apule se convirtió en gobernador.
- Talatama, XII Tu'i Tonga: trasladó la corte real a Lapaha. Murió sin descendencia.
- Tu'itonganui ko e Tamatou, XIII Tu'i Tonga: se dice que era literalmente un bloque de madera que hacía de puente como hijo de Talatama y padre de Talaiha'apepe para mantener pura la dinastía.
- Talaiha'apepe, XIV Tu'i Tonga: hermano de Talatama y supuesto nieto del anterior monarca.
- Talakaifaiki, XV Tu'i Tonga: (c.1250) Inició del declive del Imperio de Tonga, perdiendo Samoa debido a su crueldad con la Casa Mālietoa.
- Talafapite, XVI Tu'i Tonga.
- Ma'akitoe, XVII Tu'i Tonga.
- Puipui, XVIII Tu'i Tonga.
- Havea I, XIX Tu'i Tonga: murió asesinado por un fiyiano.
- Tatafu'eikimeimu'a, XX Tu'i Tonga.
- Lomi'aetupu'a, XXI Tu'i Tonga.
- Havea II, XXII Tu'i Tonga: murió asesinado por una flecha lanzada por Tuluvota, un fiyiano.
- Takalaua, XXIII Tu'i Tonga: murió asesinado por Tamasia y Malofafa de 'Uvea y Futuna mientras se bañaba en el arroyo Tolopona en Alakifonua. Se dieron importantes momentos de agitación social.
- Kau'ulufonua I, XXIV Tu'i Tonga: (c. 1470) Persiguió a los asesinos de su padre desde Tongatapu hasta 'Eua, Ha'apai, Vava'u, las islas Niuas, Niue, Fiji, Samoa, y finalmente los arrestó en su isla natal de 'Uvea o Futuna. De regreso a su casa en Mu'a, los mató en un espectáculo salvaje (arrancándoles los dientes y luego dejándolos masticar kava ), para después devorarlos dándoles el sobrenombre de fekai . Permitió que su hermano menor Mo'ungāmotu' fundara una nueva dinastía, la Ha'a Takalaua, que lleva el nombre de su padre. Esta nueva dinastía llevaría a cabo los deberes cotidianos de los Tu'i Tonga con el pueblo, mientras que los Tu'i Tonga trascendieron a lo metafísico convirtiéndose en personas sagradas a modo de semidioses o dioses en la tierra.
- Vakafuhu, XXV Tu'i Tonga: se mantuvo alejado de Tonga por las presiones ejercidas por los Ha'a Takalaua, viviendo en Samoa.
- Puipuifatu, XXVI Tu'i Tonga: vivió en Samoa, intentando en vano invadir Vava'u para restaurar el poder de su dinastía.
- Kau'ulufonua II, XXVII Tu'i Tonga: vivió en Samoa.
- Tapu'osi, XXVIII Tu'i Tonga: se le permitió regresar a Mu'a, ya que aparentemente la línea Tu'i Tonga se había debilitado tanto que no representaba ninguna amenaza para los Ha'a Takalaua. A partir de ahora, el Tu'i Tonga funcionó como un sumo sacerdote, ocupándose de todas las obligaciones religiosas, otorgándole un estatus muy elevado, pero ningún poder mundano.
- 'Uluakimata I, XXIX Tu'i Tonga: también conocido como Tele'a, fue el mecenas del mayor langi de Tongatapu.
- Fatafehi, XXX Tu'i Tonga: (c. 1600). Contrajo matrimonio con la hija del Ha'a Takalaua Mo'unga 'o Tonga, una costumbre que duraría varias generaciones formando una alianza permanente entre las dos casas. Su hermana se casó con un fiyiano, cambiando la relación internacional de Tonga de Samoa a Fiyi. Fue tatuado en Samoa por maestros tatuadores en dos sesiones y recibió el sobrenombre de Fakauakimanuka ("Dos veces a Manu'a") en conmemoración de estos rituales.
- Kau'ulufonua III, XXXI Tu'i Tonga: mantuvo contactos con el holandés Abel Tasman en 1643.
- 'Uluakimata II, XXXII Tu'i Tonga.
- Pulotu I 'ilangi Tu'ofefafa, XXXIII Tu'i Tonga: cambiaría el rito de que la esposa principal de Tu'i Tonga (moheofo) fuera la hija del Tu'i Ha'a Takalaua para serlo la del Tu'i Kanokupolu, dejando ver la rivalidad latente entre ambos títulos.
- Fakana'ana'a, XXXIV Tu'i Tonga.
- Polutu II 'ilangi Tu'oteau, XXXV Tu'i Tonga.
- Paulaho, XXXVI Tu'i Tonga: declaró como su sucesor durante una gran ceremonia en 1777 a su hijo Fuanunuiava, presenciada por el Capitán Cook. Tras estallar una guerra civil fue derrotado y depuesto.
- Ma'ulupekotofa, XXXVIITu'i Tonga: era el hermano mayor de Paulaho, quien tenía mayores derechos sucesorios que su hermano y predecesor Paulaho. Trató de reducir la carga de los tabúes religiosos de los Tu'i Tonga para aumentar su influencia política.
- Fuanunuiava, XXXVIII Tu'i Tonga: se asentó en el poder por medio de su tío en torno a 1795. Se unió a Fīnau 'Ulukālala en la guerra civil de 1799. Murió en 1810.
- Sanualio Fatafehi Laufilitonga , XXXIX  Tu'i Tonga: nació en torno a 1798. Era demasiado joven para convertirse en Tu'i Tonga cuando murió su padre. Para entonces el título había decaído tanto que había perdido casi todo prestigio. Intentó hacerse con el poder, pero perdió en 1826 la batalla de Velata, en Lifuka contra el XIX Tu'i Kanokupolu Jorge Tupou I. Con su muerte el título fue abolido.